# Argolida
Argolida (grško Αργολίδα Argolida; Ἀργολίς Argolis v stari grščini in katarevusi) je ena izmed območnih enot Grčije. Je del geografske regije Peloponez na vzhodnem delu polotoka in del območja ob tromeji: Argolida, Arkadija in Korintija. Velik del ozemlja te regije leži na Argolidskem polotoku.

## Geografija
Najrodovitnejša pokrajina je v osrednjem delu Argolide. Njeni glavni kmetijski pridelki so pomaranče in olive. Argolida ima obalo v Saronskem zalivu na severovzhodu in v Argolidskem zalivu na jugu in jugovzhodu. Pomembnejši hribi so razpeti med Oligritom na severozahodu, Lirkejo in Ktenijo na zahodu ter Arahno in Didimo na vzhodu.
Argolida ima kopenske meje z Arkadijo na zahodu in jugozahodu, Korintijo na severu in otoško regionalno enoto (območje Trojzen) na vzhodu. Antična Argolida je obsegala tudi Trojzen.

## Zgodovina
V Argolidi je Lerna, eno najstarejših naselij antične Grčije. Argos je najstarejše neprekinjeno poseljeno mesto v Evropi. V pozni bronasti dobi so se pojavile Mikene, Tirint in Mideja, velike rezidence in utrdbe. V antičnih časih je bila Argolida znana tudi po konjereji: že v 8. stoletju pred našim štetjem jo Homer opisuje kot "gojiteljico žrebet". 
Deli zgodovinskih območij so opisani v člankih: Argos, Mikene, Epidaver, Navplij, Trojzen, Hermion, Kraniji in Tolo.

### Sodobna zgodovina
Od 1833 do 1899 je bila Argolida del Argolidokorintije, ki je obsegala sedanjo Korintijo, Hidro, Spetses in Kitiro. Leta 1949, 40 let pozneje, je bila Argolida dokončno ločena od Korintije.

## Uprava
Regionalna enota Argolida je sestavljena iz štirih občin. Te so (številke kot na zemljevidu zgoraj):
- Argos - Mikine (2)
- Epidaver (3)
- Ermionida (4)
- Navplij (1)

### Prefekture
Po Kalikratovi vladni reformi 2011 je regionalna enota Argolida nastala iz nekdanje prefekture Argolida (grško: Νομός Αργολίδας). Prefektura je imela isto ozemlje kot sedanja regionalna enota. Hkrati so bile preurejene občine, kot so navedene v spodnji tabeli:
| Nove občine          | Stare občine | Sedež   |
| -------------------- | ------------ | ------- |
| Argos - Mikine       | Argos        | Argos   |
| Argos - Mikine       | Ahladokampos | Argos   |
| Argos - Mikine       | Alea         | Argos   |
| Argos - Mikine       | Kutsopodi    | Argos   |
| Argos - Mikine       | Lerna        | Argos   |
| Argos - Mikine       | Lirkeja      | Argos   |
| Argos - Mikine       | Mikine       | Argos   |
| Argos - Mikine       | Nea Kios     | Argos   |
| Epidaver (Epidavros) | Epidaver     | Ligurij |
| Epidaver (Epidavros) | Asklepiej    | Ligurij |
| Ermionida            | Ermioni      | Kraniji |
| Ermionida            | Kraniji      | Kraniji |
| Navplij              | Navplij      | Navplij |
| Navplij              | Asini        | Navplij |
| Navplij              | Mideja       | Navplij |
| Navplij              | Nea Tirint   | Navplij |

### Province
Province v Argolidi so:
- Argos  – Argos
- Ermionida – Kraniji
- Navplija – Navplij

## Promet
Območje je povezano s cestami:
- E65 (severozahod)
- grška državna cesta 7
- grška državna cesta 70 (vzhod)

## Turizem
Med najpomembnejšimi turističnimi kraji Argolide so trije s seznama Unescove svetovne dediščine: 
- ruševine Miken, Tirinta in Epidavra ter
- Lerna in Herajon Argos.

Klasična obmorska letovišča v Argolidskem zalivu so Tolo, nekdanje ribiške vasice Ermioni in Palaja Epidaver.